# Rikubetsu
Rikubetsu (japanska: 陸別町?, Rikubetsu-chō) är en landskommun (köping) i Hokkaido prefektur i Japan. 
Rikubetsu är känt som Japans kallaste ort. Medeltemperaturen i januari åren 1991-2020 var -11,1 grader.